# Mistrzostwa Europy w Lekkoatletyce 1962 – bieg na 800 m kobiet

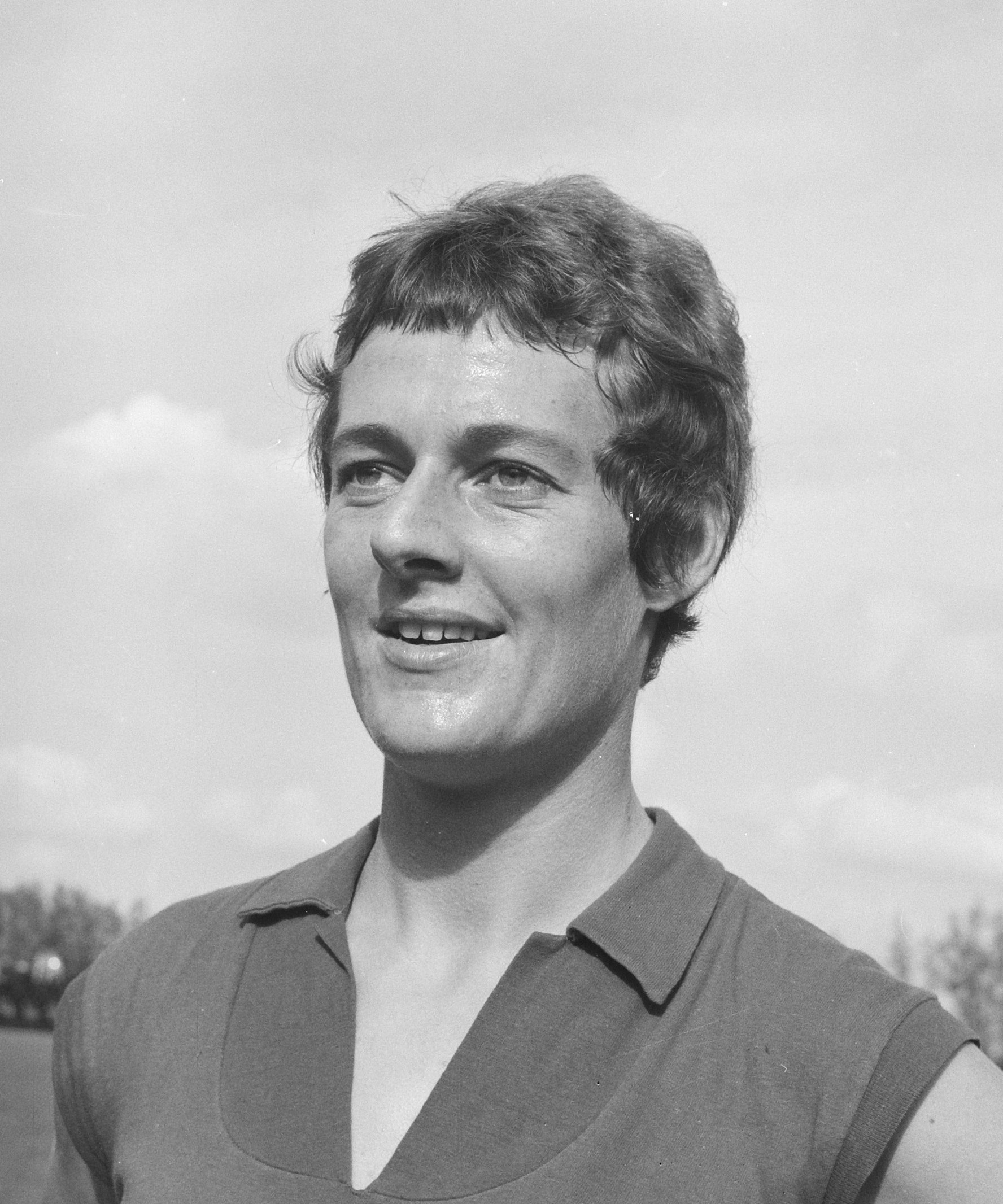
Gerda Kraan

Bieg na dystansie 800 metrów kobiet był jedną z konkurencji rozgrywanych podczas VII Mistrzostw Europy w Belgradzie. Biegi eliminacyjne zostały rozegrane 15 września, a bieg finałowy 16 września 1962 roku. Zwyciężczynią tej konkurencji została reprezentantka Holandii Gerda Kraan. W rywalizacji wzięło udział dziewiętnaście zawodniczek z dziesięciu reprezentacji.

## Rekordy
| Rekord świata     | Dixie Willis (AUS)            | 2:01,2 | Perth, Australia   | 03.03.1962 |
| Rekord Europy     | Ludmiła Szewcowa (SUN)        | 2:04,3 | Moskwa, ZSRR       | 03.07.1960 |
| Rekord mistrzostw | Jelizawieta Jermołajewa (SUN) | 2:06,3 | Sztokholm, Szwecja | 24.08.1958 |

## Wyniki

### Eliminacje
Bieg 1
| Miejsce | Zawodniczka        | Czas   | Uwagi |
| ------- | ------------------ | ------ | ----- |
| 1       | Gerda Kraan        | 2:06,3 | Q CR  |
| 2       | Wiera Muchanowa    | 2:08,3 | Q     |
| 3       | Phyllis Perkins    | 2:08,4 |       |
| 4       | Ilse Schönemann    | 2:09,4 |       |
| 5       | Gizella Sasvári    | 2:11,1 |       |
| 6       | Maeve Kyle         | 2:13,0 | NR    |
| 7       | Elisabeta Teodorof | 2:13,6 |       |

Bieg 2
| Miejsce | Zawodniczka       | Czas   | Uwagi |
| ------- | ----------------- | ------ | ----- |
| 1       | Joy Jordan        | 2:07,4 | Q     |
| 2       | Waltraud Kaufmann | 2:07,7 | Q     |
| 3       | Ludmiła Łysenko   | 2:08,4 |       |
| 4       | Florica Grecescu  | 2:08,8 |       |
| 5       | Milica Rajkov     | 2:16,5 |       |

Bieg 3
| Miejsce | Zawodniczka          | Czas   | Uwagi |
| ------- | -------------------- | ------ | ----- |
| 1       | Olga Kazi            | 2:08,1 | Q     |
| 2       | Krystyna Nowakowska  | 2:08,1 | Q     |
| 3       | Tamara Dmitrijewa    | 2:08,9 |       |
| 4       | Anita Wörner         | 2:09,5 |       |
| 5       | Madeline Ibbotson    | 2:09,7 |       |
| 6       | Jannie van Eyck-Voss | 2:11,3 |       |
| 7       | Gilda Jannaccone     | 2:13,6 |       |

### Finał
| Miejsce | Zawodniczka         | Czas   | Uwagi |
| ------- | ------------------- | ------ | ----- |
| 1       | Gerda Kraan         | 2:02,8 | AR    |
| 2       | Waltraud Kaufmann   | 2:05,0 | NR    |
| 3       | Olga Kazi           | 2:05,0 | NR    |
| 4       | Joy Jordan          | 2:05,0 | NR    |
| 5       | Krystyna Nowakowska | 2:05,8 | NR    |
| 6       | Wiera Muchanowa     | 2:07,2 |       |